# Julien Cardy
Julien Cardy (* 29. September 1981 in Pau) ist ein ehemaliger französischer Fußballspieler.

## Karriere

### Jugend (bis 2001)
Cardy, dessen Vater baskische Wurzeln hat, begann das Fußballspielen im Vorschulalter in seiner Heimatstadt beim Amateurverein J.A.B. FC Pau. Anschließend trug er das Trikot des FA Bourbaki Pau, bis er im Alter von 15 Jahren den Sprung ins Nachwuchsleistungszentrum des Erstligisten FC Nantes schaffte. Nachdem er zwei Jugendmannschaften durchlaufen hatte, gelang ihm 1998 die Aufnahme in die Reservemannschaft, doch die Hoffnung auf ein Aufrücken ins Profiteam erfüllte sich nicht. Im Jahr 2000 wurde sein Vertrag nicht verlängert, da die Verantwortlichen bei Nantes ihm die nötige Qualität für eine Laufbahn in der ersten Liga absprachen.
Mit dem Abschied aus Nantes war sein Traum von einer eventuellen Profilaufbahn jedoch keineswegs vorbei, denn mit dem FC Toulouse sicherte sich ein weiterer Erstligaklub den Nachwuchsspieler für seine zweite Mannschaft. Insbesondere Cardys Vielseitigkeit im Mittelfeld hatte den zuständigen Erick Mombaerts damals überzeugt.

### Mit Toulouse bis in die erste Liga (2001–2006)
Im Vorfeld der Saison 2001/02 wurde dem Erstligisten FC Toulouse aus finanziellen Gründen die Lizenz entzogen, was zum Zwangsabstieg in die dritte Liga führte. Für Cardy hatte dies das sofortige Aufrücken in die Drittligamannschaft zur Folge. Er wurde umgehend zum Stammspieler und erlebte 2002 den Aufstieg in die zweithöchste Spielklasse mit.
Durch den Sprung in die Zweitklassigkeit war die Rückkehr in den Profifußball geglückt, sodass Cardy sein Profidebüt gab, als er am 3. August 2002 bei einem 4:0-Auswärtssieg gegen den FC Istres in der 82. Minute eingewechselt wurde. In der nachfolgenden Zeit gehörte er in der Regel der Startelf an und leistete auf diesem Wege seinen Beitrag zum direkten Durchmarsch in die oberste nationale Spielklasse. Im Alter von 21 Jahren stand er am 14. September 2003 bei einer 1:2-Niederlage gegen Paris Saint-Germain auf dem Platz und absolvierte so seine erste Begegnung in der Eliteliga Frankreichs. Auch nach dem Aufstieg besetzte er zumeist einen Stammplatz, wenngleich er nicht völlig unangefochten war. Das Pech suchte ihn heim, als er am 5. Februar 2005 bei einer 0:4-Niederlage gegen Olympique Lyon wegen einer gravierenden Adduktorenverletzung ausgewechselt werden musste und in der Folge ein halbes Jahr ohne Einsatz blieb. Zwar fügte er sich danach schnell wieder in die Mannschaft ein, doch musste er aufgrund einer weiteren Verletzung in der Saison 2005/06 erneut einige Wochen lang pausieren.

### Zweite Liga mit Metz, Tours und Arles (2006–2014)
Obwohl er bei Toulouse durchaus noch eine Perspektive besessen hätte, unterschrieb er 2006 beim Zweitligisten FC Metz und kostete diesen eine Ablösesumme von 300.000 Euro. Dem folgte eine Spielzeit, in der der sonst wenig torgefährliche und hauptsächlich im defensiven Mittelfeld beheimatete Akteur sechs Mal ins Ziel traf und so auch in offensiver Hinsicht seinen Beitrag zum 2007 erreichten Aufstieg leistete. Von diesem Erfolg profitierte er in persönlicher Hinsicht allerdings überhaupt nicht, da er sich schon in der Vorbereitung auf die Saison 2007/08 eine langanhaltende Verletzung zuzog. Am 12. Januar 2008 kam er bei einem 1:1 gegen den OSC Lille zu seinem Comeback, musste aber bereits zur Halbzeit aufgrund starker Schmerzen im Fuß wieder ausgewechselt werden. Bis zur Sommerpause spielte er nicht mehr und musste daher tatenlos zusehen, wie seine Teamkameraden den direkten Wiederabstieg hinzunehmen hatten. Ab dem Sommer 2008 besserte sich die Lage für ihn, er kämpfte sich zurück in die Stammelf und verpasste mit Metz sowohl 2009 als auch 2010 nur knapp den Wiederaufstieg. Zur Spielzeit 2010/11 verließ er den Verein und wechselte zum Ligarivalen FC Tours.
Bei Tours wurde er ebenfalls zum unumstrittenen Bestandteil der ersten Elf und fand sich mit dieser im Mittelfeld der Zweitligatabelle wieder. 2012 ging der Spieler nach dem Auslaufen seines Vertrages zum in derselben Spielklasse antretenden Konkurrenten AC Arles-Avignon. Zeitweise bestanden für Arles-Avignon ernsthafte Abstiegssorgen, aber Cardy und seine Teamkollegen konnten sowohl 2013 als auch 2014 den Klassenverbleib sichern.

### Späte Erstligarückkehr mit Guingamp (ab 2014)
Zu Beginn der Spielzeit 2014/15 gelang dem damals 32-Jährigen trotz seines verhältnismäßig hohen Alters noch einmal die Rückkehr in die höchste französische Spielklasse, indem der amtierende Pokalsieger EA Guingamp ihn verpflichtete. Damit kam es zum Wiedersehen mit dem wenige Monate älteren Thibault Giresse, der schon während ihrer gemeinsamen Jahre in Toulouse sein wichtigster Weggefährte gewesen war. Allerdings wurde Cardy in der nachfolgenden Zeit fast gar nicht für Einsätze berücksichtigt, spielte in der darauffolgenden Saison 2015/16 jedoch häufiger.